# Puerto Real
Puerto Real este un municipiu în provincia Cádiz, Andaluzia, Spania cu o populație de 36.221 locuitori.
1. ↑  Nomenclátor Geográfico de Municipios y Entidades de Población (20240402 edition)